# Andarta

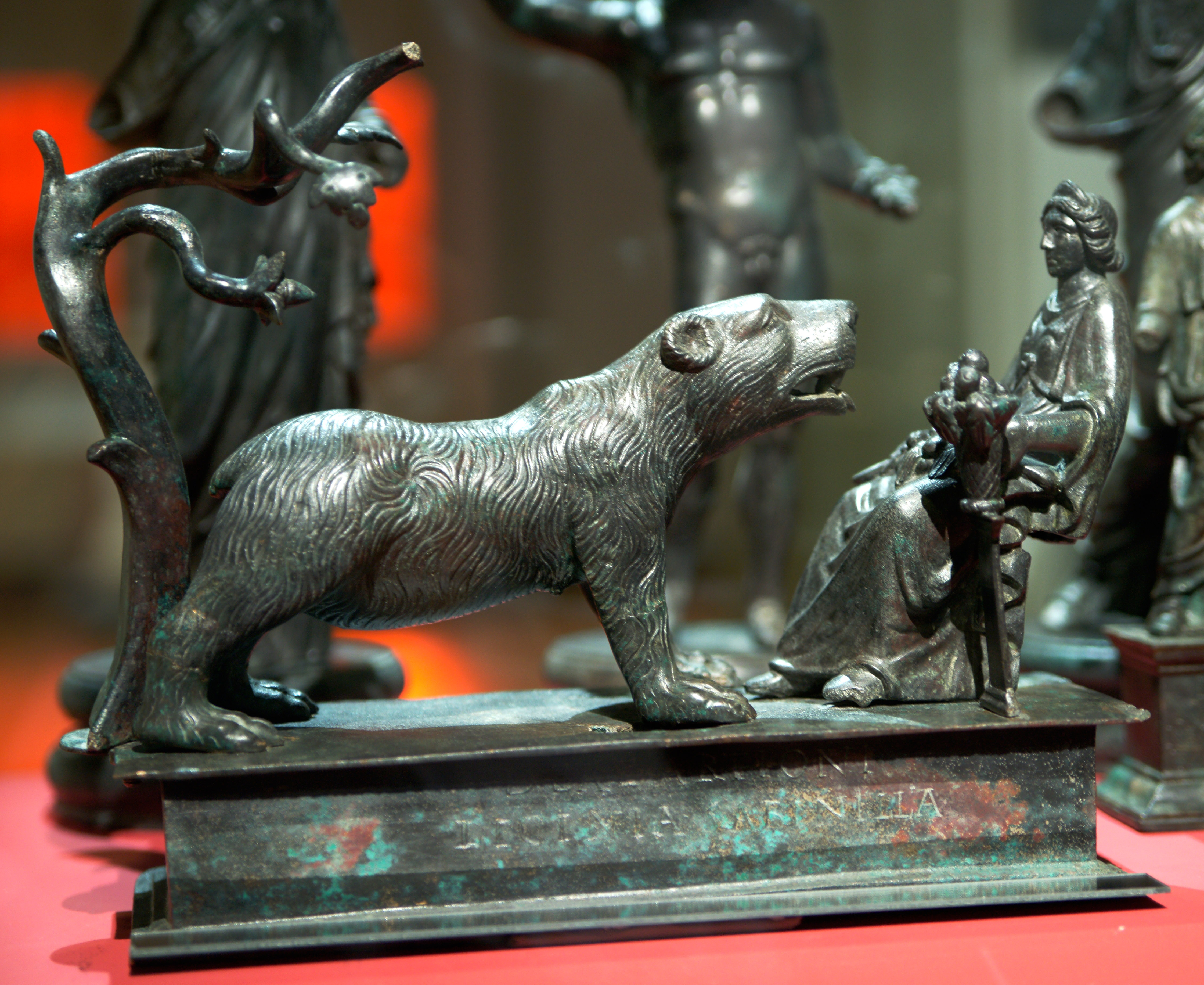
Diosa Artio. Figuras de bronce galorromanas descubiertas en Muri cerca de Berna, Suiza, 1832.

Andarta es una diosa de la guerra gala de la mitología celta que solo está atestiguada por fuentes de la era romana. El significado del teónimo, grabado en inscripciones encontradas en el sur de Francia, es Grande Ourse (Osa Mayor) y está relacionado con el nombre del rey Arturo y la diosa Artio. Entre los antiguos celtas, el oso era el animal emblemático de la realeza.
Dion Casio la convirtió en una diosa de la guerra bajo el nombre de Andrasta, en las islas británicas. Habría sido venerada en particular entre los icenos, de la reina Boudica.

## Etimología
El teónimo galo Andarta se interpreta tradicionalmente en el sentido de osa mayor, quizás oso poderoso, formado con un prefijo de intensificación (and-) y unido a una forma femenina de artos ('oso')., Andarta, por lo tanto, podría haber sido una contraparte o un nombre alternativo de la diosa celta del oso, Artio.
Sin embargo, según la lingüista Blanca María Prósper Pérez, « esta idea no es convincente porque la semántica carece de buenos paralelos y la sintaxis interna del compuesto es completamente problemática. ». En su opinión, el nombre debería traducirse como Bien fijado, Manteniéndose firme, formado con un prefijo *h₂ndʰi- (o *h₁ndo-) adjunto a un participio *-h₂-rtó (fijo, compuesto, construido ; cf. sánscrito *ṛta : ley cósmica, orden, griego artós arreglo, latín artus junta).

## Toponimia
La ciudad francesa de Die en Drôme, Diá en occitano vivaroalpino, toma su nombre del culto a la diosa voconcia Andarta. Cuando la ciudad de Die, entonces capital de los voconcios bajo el nombre de Dea Andarta, dea que significa «diosa», fue conquistada por los romanos, tomó el nombre de Dea Augusta Vocontiorom (hacia finales del siglo II). Entonces sólo quedó el nombre de Dea y luego Diá, utilizado en el lenguaje cotidiano para designar a la diosa hasta su transposición al nombre francés Die.
Se puede vincular a la diosa gala con otras figuras celtas fuertemente simbólicas como Catubodua, Badb y Morrigan.

« Andarta fue una diosa de los galos vocontii, que habitaban en el sudeste de la Galia ; lo curioso de la divinidad gala es que una de sus advocaciones fue Catubodua, que significa en celta tanto como « cuervo en el combate » , y que nos lleva de nuevo, y directamente a la diosa legendaria Badb y a la trinidad del Morrigan. »
Juan Manuel Gordillo Martín, Boudicca según Dión Cassio, en Actas del III y IV Seminarios de Estudios sobre la Mujer en la Antigüedad (Valencia, 1999-2000), página 88.

## Asimilación a la diosa Cibeles
Tras la conquista romana, hacia finales del siglo II, el culto a la diosa Andarta se fusionó poco a poco con el de Cibeles, atestiguado a lo largo del valle del Ródano hasta Lyon por numerosos monumentos epigráficos, esencialmente altares taurobólicos.